# Diósyné Handel Berta
Diósyné Handel Berta (Újpest, 1869. szeptember 30. – Budapest, 1927. augusztus 1.) operaénekesnő (mezzoszoprán).

## Élete
Handel Kálmán nagykereskedő és Silbermann Emma lánya. A budapesti Zeneakadémia elvégzése után Nicklass-Kempner és más tanárok vezetése alatt képezte magát. Először 1890 júliusában a lipcsei városi színházban vendégszerepelt, ahova azután szerződtették is. 1891. október 17-én fellépett Magyarországon Gounod Faust című operájában mint Margit, mely első nagy szerepe volt. 1892 óta a Magyar Királyi Operaház énekesnője volt, ahol gyönyörű erős, érces mezzoszopránját, választékosan gondos játékát mindenkor értékelték. Vendégszerepelt Bécsben, Berlinben, Frankfurtban és Hamburgban is. 1912 novemberében kinevezték az Operaház ének- és játékmesterévé, majd 1916 szeptemberétől az intézet tiszteletbeli tagjává választották abból az alkalomból, hogy betöltötte működése negyedszázados évfordulóját. A színpadtól való visszavonulása után sem szakított a művészettel, hanem igyekezettel tanította az énekes pályára készülő ifjabb nemzedéket.

## Családja
1893. június 28-án Budapesten férjhez ment Diósy Béla zenekritikushoz. Lánya Diósy Edit operaénekesnő volt.

## Főbb szerepei
- Beethoven: Fidelio – címszerep
- Bizet: Carmen – Micaela
- Goldmark: Sába királynője – címszerep
- Guonod: Faust – Margit
- Humperdinck: Jancsi és Juliska – Jancsi
- Massenet: A navarrai lány – Anita
- Meyerbeer: A hugenották – Valentine
- Meyerbeer: A próféta – Berta
- Meyerbeer: Az afrikai nő – Selika
- Meyerbeer: Ördög Róbert – Alice
- Verdi: Aida – Amneris
- Wagner: A walkür – Brünnhilde
- Wagner: Az istenek alkonya – Brünnhilde
- Wagner: Lohengrin – Ortrud
- Wagner: Tannhäuser – Erzsébet
- Weber: A bűvös vadász – Agathe